# Victime du devoir
Pour l’article ayant un titre homophone, voir Victimes du devoir.
| « Victime du devoir » est une distinction honorifique française attribuée à un membre de la fonction publique ou assimilé « tué à la suite d'un acte de dévouement accompli dans l'exercice de ses fonctions, d'une lutte soutenue dans les mêmes circonstances ou d'un attentat. » Elle s'accompagne d'avantages matériels et symboliques destinés aux familles endeuillées, comme la prise en charge d'obsèques officielles par la collectivité. |

## D'une expression populaire à un statut règlementé

### «Victime du devoir professionnel», le rôle de la presse écrite

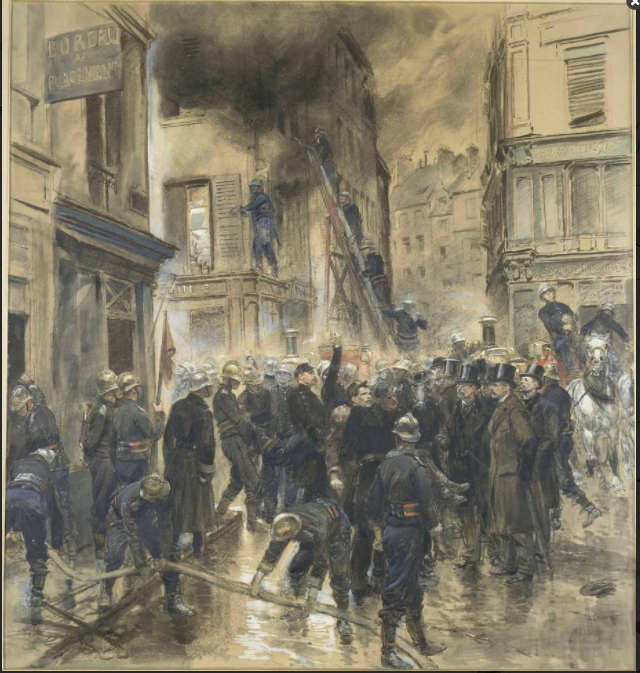
Tableau de Édouard Detaille, «Les victimes du devoir » (1894)
Cette esquisse en couleurs représente une scène de sapeurs-pompiers en lutte contre un incendie dans un immeuble à Paris, aidés d'une section de gardiens de la paix, transportant les corps de deux intervenants par devant les autorités civiles.

Cette expression fataliste était régulièrement employée dans l'ancienne presse écrite et consacrait l'ensemble des « victimes du devoir professionnel », au sens de l'accident de travail, avant de désigner une catégorie officielle.
Le terme s'adressait plus particulièrement au monde médical, pour rendre hommage aux médecins et personnels de l'assistance publique décédés au contact des malades contagieux,,,, mais également à d'autres métiers au contact du public comme les sapeurs-pompiers « victimes de leur dévouement », les gendarmes ou agents de police « victime du devoir en faisant respecter la propriété et les lois », les autorités civiles ou encore les facteurs.
Régulièrement, à l'initiative des organes de presse, des demandes de souscriptions en faveur de victimes étaient diffusées. La pratique était si répandue que par l'initiative du syndicat de la presse parisienne une caisse des victimes du devoir était créée en 1885.
S'agissant de professions règlementées, avant tout positionnement de l'autorité publique, la diffusion de l'information donnait à la presse la primeur de désigner le défunt comme « victime du devoir » selon sa propre interprétation ; mais le conseil municipal était l’autre acteur nécessaire à la reconnaissance officielle, en charge d'ouvrir les crédits associés.

### Une première définition du Conseil municipal de Paris
C'est dans les premières années de la Troisième République, à la préfecture de police, qu'il a été décidé de distinguer et d'honorer les agents morts en service en leur conférant la qualité de « victime du devoir ».
Elle récupérait le modèle des sapeurs-pompiers avancé dès 1880 avec « l'appel des morts au feu », lesquels suscitaient déjà plus facilement l'estime publique. La volonté était d'inscrire un changement du rapport à l'agent en uniforme « dévoué à la défense de la population », et représentant d'un corps social menacé par des dangers nouveaux.
En 1884, à la suite d'une explosion accidentelle tuant un sergent-major des sapeurs-pompiers (Hermann) et un officier de paix (Viguier), des obsèques publiques d'envergure étaient célébrées sans distinction de l'estime de l'un ou l'autre corps. La municipalité décidait d'ériger un monument dédié aux policiers victimes de leur dévouement, comme ce fut le cas pour les pompiers l'année précédente.
En 1896, les premiers dossiers furent recensés à partir de l'an 1804 par Alfred Rey et Louis Féron à l’occasion de la rédaction de l’Histoire du corps des gardiens de la paix, puis en 1913 dans un Livre d'Or des morts pour le Devoir réalisé sous forme de rapport par le conseil municipal de Paris.
Selon l'historien Jean-Marc Berlière, spécialiste de l'Histoire des polices de France, il était question de développer l'esprit de corps, de stimuler l'ardeur et d'exalter l'esprit de sacrifice, et donc de maintenir une forme de discipline et d'obéissance absolue, en saluant la bravoure de ceux qui en avait fait preuve.
En 1909, dans le cadre d'une commission chargée de déterminer le montant des pensions accordées aux veuves des victimes du devoir, et dans un souci de ne pas compromettre les finances de la Ville, le conseil municipal de Paris assisté du préfet de police en donnait une définition écartant les victimes d'accidents.

Extrait du rapport du 29 novembre 1909, propos du conseiller municipal Jean-Maurice Le Corbeiller 
Est une « victime du devoir » celui qui marche au feu ou à un danger mortel, en toute connaissance de cause, et risque sa vie volontairement et consciemment dans le seul but d'accomplir son devoir. Mérite qu'on lui reconnaisse cette qualité, celui qui se trouve victime de sa fonction, celui que le crime a visé et atteint parce qu'il représentait l'autorité.

### Une règle d'attribution imprécise

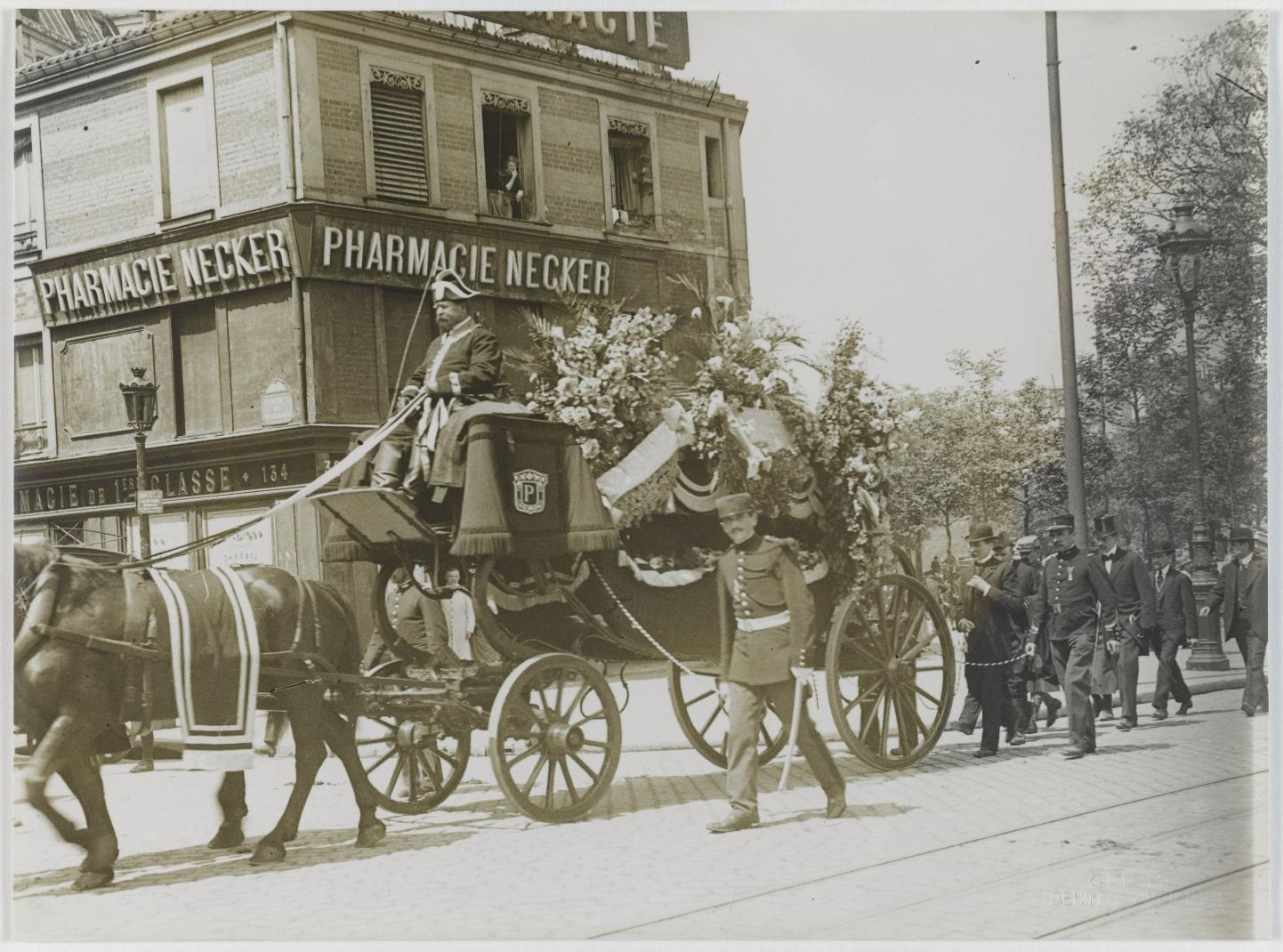
Funérailles officielles du gardien de la paix Petitjean, victime du devoir, abattu par un malfaiteur en 1916 — Catafalque passant sur le boulevard du Montparnasse, à Paris.

Tous les agents morts en service n'ont pas eu le même traitement posthume, et ne se voient pas conférer automatiquement la qualité de « victime du devoir ». L'appréciation de certains cas se heurte parfois à l'Histoire, ou à des situations présentant une ambigüité face à la subjectivité des notions telles que le « devoir », le « dévouement », ou « dans l'exercice de ses fonctions ».

#### La rigueur des premières décennies de la Troisième République (1870-1940)
Le cas de l'attentat anarchiste du 8 novembre 1892, Rue des Bons-Enfants (1er arr.), témoignait d'abord d'une certaine rigueur dans l'attribution. Quatre agents de police étaient directement tués par l'explosion d'un colis piégé (Fomorin, Réaux, Pousset, Troutot), un cinquième (Henriot) chutait dans les décombres alors qu'il dirigeait une section pour organiser les secours.
Décédé le jour même d'une rupture d'anévrisme, Henriot ne figure pas au tableau d'Honneur de la Préfecture de police, n'est pas mentionné dans le livre d'Or, n'a pas bénéficié d'obsèques publiques, et n'a pas été inhumé au caveau des victimes du devoir du cimetière du Montparnasse.
Autre cas évocateur, celui d'un agent (Lalande) abattu pendant la fête nationale du 14 juillet 1903, alors égrainée par de nombreuses rixes, agressions, scènes de pillages. Alors qu'il procédait à l'interpellation d'un individu armé, dans un contexte très difficile face à une foule hostile, il était victime d'un coup de feu tiré involontairement par l'un de ses collègues.
Bien que ses obsèques aient été prises en charge, il ne bénéficia pas lui non plus des honneurs dus à une victime du devoir, et fut inhumé sans discours en présence d'une simple délégation.
Enfin, on ne trouve sur cette période aucune attribution de la qualité de victime du devoir à un agent tué dans un accident de la circulation. On relève cependant de agents tués de maladies contractées en service, notamment au cours du siège de Paris par les Prussiens, pendant les épidémies de choléra, en capturant des animaux enragés.

#### La question du Devoir face aux troubles de l'Histoire
Le devoir, l'obéissance et la discipline font partie de la culture sociale et administrative de la Police. Or, au cours de l'Occupation de la France par l'Allemagne nazie, sous le régime de Vichy, dans une administration réformée et légalement dévoyée à la collaboration avec l'ennemi, de nombreux policiers en service ont été tués dans un contexte où la notion de « devoir » eut souffert de plusieurs antagonismes.
Après la guerre, les comités d'épuration légaux eurent à procéder à la confirmation ou à l'effacement de certains honneurs posthumes, acté par de nombreuses annulations d'arrêtés pris sous le régime de Vichy.
Des policiers ont effectivement été tués dans des actions de la Résistance intérieure française relevant du délit ou du crime dans le droit commun. Dans le cas de la manifestation de la rue de Buci  en mai 1942, deux policiers (Vaudrey, Morbois) étaient abattus par des membres de l'organisation spéciale du parti communiste au cours d'une action contre la politique de rationnement. Deux mois plus tard, le même groupe tuait un agent (Framery) qui les avait surpris en train de jeter des bombes incendiaires contre un bâtiment réquisitionné par l'armée allemande. Seul ce dernier a vu ses décorations posthumes annulées par décret, mais son nom figure bien aux côtés des deux premiers au tableau d'honneur de la Préfecture de police.
De nombreux agents des groupes mobiles de réserve, dévoyés à des missions de « maintien de l'ordre » ont été tués en répression des maquis, dont les constitutions et les actions étaient considérées comme du terrorisme. Par exemple, en juin 1944, dix policiers réhabilités par les commissions d'épuration, et ne figurant sur aucune stèle commémorative, avaient été exécutés sommairement par des maquisards à Nantey.
D'autres ont été exécutés sur la base d'un collaborationnisme avéré, supposé ou fallacieux. Entre autres exemples, les cas de trois commissaires : Poinsot exécuté après jugement, Ehrmann exécuté extrajudiciairement par des maquisards suspicieux et Stigny assassiné par d'authentiques résistants sur un prétexte fallacieux et crapuleux. Ces deux derniers ont été réhabilités avec des honneurs posthumes, et ont obtenu la mention « mort pour la France ».
De nombreux policiers résistants ont été tués voire déportés et exterminés comme agents de renseignement dans des réseaux clandestins, agissant le plus souvent « dans l'exercice de leur fonction », comme francs-tireurs, ou acteurs isolés de la Résistance,. Considérés par le gouvernement de Vichy comme des traitres, aucun titre honorifique ne leur avait été accordé. Des honneurs leur ont été rendus après leurs réintégrations posthumes, lorsque leurs révocations avaient été décidées.
Enfin, la création le 24 avril 1943 d'un « fond national d'aide aux victimes du devoir » fut annulé et liquidé avec effet rétroactif par la loi du 29 avril 1946. Elle précisait que les secours demeuraient valides pour les agents qui ne furent pas frappés d'indignité nationale ou visés par l'épuration administrative.

#### De nos jours, une vision plus élargie de l'acte de dévouement?
De nos jours, la qualité de « victime du devoir » est subordonnée à la citation à l'ordre de la Nation parue au Journal Officiel de République française, et n'est plus réservée au seul domaine de la préfecture de police.

Extrait du journal officiel N°10 du 13 janvier 2015, texte n°43
Le Premier ministre, sur la proposition du ministre de l'intérieur, cite à l'ordre de la Nation :
M. Franck BRINSOLARO, lieutenant de police, affecté au service de la protection, policier dynamique, courageux, d'une haute conscience professionnelle et d'un dévouement exemplaire, décédé le 7 janvier 2015, victime du devoir, dans l'accomplissement de la mission qui lui était confiée.
Fait le 12 janvier 2015, par le Premier ministre : Manuel Valls
Le ministre de l'intérieur : Bernard Cazeneuve
Cette distinction est prêtée aux agents de la Police nationale, de la Gendarmerie nationale, des sapeurs-pompiers, de la sécurité civile, des douanes, de l'administration pénitentiaire et des polices municipales.
La notion de « dévouement » semble répondre à une règle moins stricte. Ainsi, on relève désormais des policiers « victimes du devoir » tués dans des accidents de la circulation, en absence de caractère volontaire lié à leur décès.

Extrait du discours du Président de la République en cérémonie d'hommage à trois policiers « victimes du devoir »,,, tués dans une collision accidentelle à Roubaix, impliquant un conducteur intoxiqué à l'alcool et aux produits stupéfiants. 
« Cet accident s'est déroulé au cours d'une intervention de secours à des victimes, ce qui illustre le cœur de la mission qui leur incombe. Une mission de tous les jours où les policiers interviennent pour protéger les Français. » 
Cette approche intervient dans un contexte où la baisse du nombre du tués dans les rangs des forces de l'ordre est importante.

### Un devoir de Mémoire inscrit dans la loi
Plus récemment, en 2012, dans le cadre de l'entrée en vigueur d'un nouveau code de la sécurité intérieure (CSI), la notion de devoir de Mémoire envers les membres des forces de l'ordre victimes du devoir est désormais inscrite dans la partie règlementaire des dispositions propres à la police et à la gendarmerie nationales.

Extrait de l'article R 434-28 du CSI
« La fonction de policier comporte des devoirs et implique des risques et des sujétions qui méritent le respect et la considération de tous. Gardien de la paix, éventuellement au péril de sa vie, le policier honore la mémoire de ceux qui ont péri dans l'exercice de missions de sécurité intérieure, victimes de leur devoir. »
Extrait de l'article R 434-31 du CSI
Le militaire de la gendarmerie obéit aux règles militaires et adhère aux valeurs inhérentes à son statut. L'état militaire exige en toute circonstance esprit de sacrifice, pouvant aller jusqu'au sacrifice suprême, discipline, disponibilité, loyalisme et neutralité. Les devoirs qu'il comporte et les sujétions qu'il implique méritent le respect des citoyens et la considération de la Nation. Les honneurs militaires sont rendus aux militaires de la gendarmerie nationale victimes du devoir ou du seul fait de porter l'uniforme. Leur mémoire est honorée.

## D'une solidarité exceptionnelle à un protocole spécifique

### Un premier cas fondateur: le meurtre de l'inspecteur Buffet

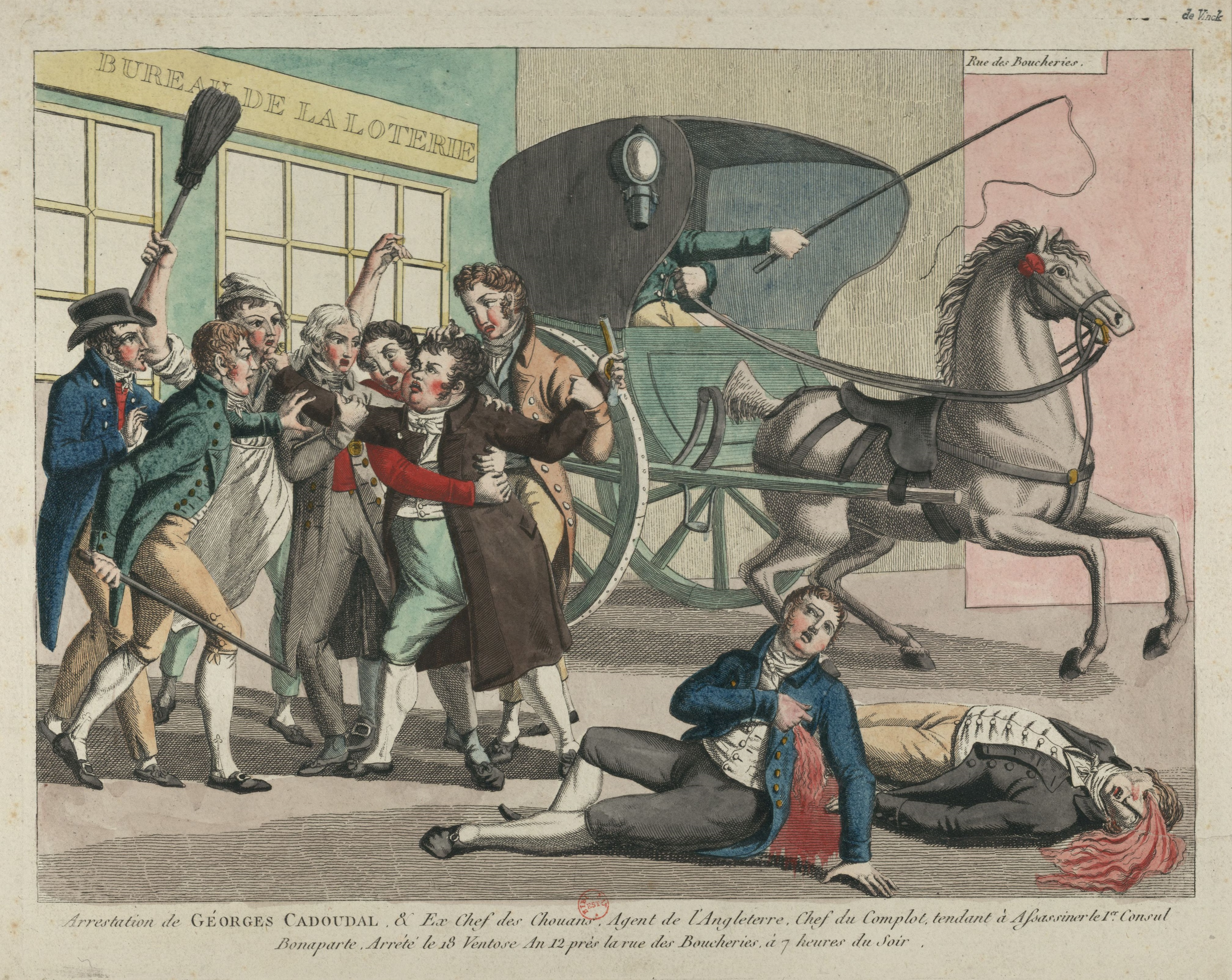
Illustration de l'arrestation de Georges Cadoudal par des agents de la Préfecture de police — Gravure à l'eau-forte, Paris, BnF, département des estampes et de la photographie.

Le 9 mars 1804, une conspiration destinée à assassiner Napoléon 1er était déjouée avec l'arrestation à Paris de son principal instigateur, le général chouan Georges Cadoudal.
Activement recherché puis localisé, son cabriolet en fuite fut finalement intercepté au carrefour de l'Odéon par des inspecteurs de police en bourgeois. Au terme de la violente confrontation, l'un d'eux était abattu (Buffet), et un autre grièvement blessé (Calliole).

Cet évènement retentissant fut raconté le 12 mars suivant en Une de la Gazette nationale, et rapportait très officiellement les déclarations solennelles du premier consul :
Le Premier Consul a ordonné que les enfans d'Etienne Buffet et Jean François Calliole soient élevés aux frais de l'État. Tout ce qui a été pris sur Georges, montant à une valeur de 60 à 80.000 fr, a été donné aux enfans et à la veuve d'Étienne Buffet. [...]
Le Premier Consul a chargé le grand juge de faire une enquête authentique pour découvrir le nom des citoyens qui dans cette circonstance ont manifesté leur courage et leur dévouement. Ils seront récompensés par des distinctions d'honneur.
Cette arrestation sensationnelle a été popularisée par la peinture, la gravure (ci-contre), l'imagerie coloriée, et racontée par maints historiens, notamment avec force de détails par Henri Gourdon de Genouillac dans un livre : « Le crime de 1804 ».
L'inspecteur Buffet est considéré comme la première victime du devoir distinguée par la « nouvelle préfecture de police », dont les frais d'obsèques s'élevèrent à 175 francs comme indiqué dans un rapport du conseil municipal de la ville de Paris.
Son patronyme est le premier gravé sur le monument aux morts des victimes du devoir érigé dans la Cour d'Honneur de la dite préfecture.

### Les auspices du syndicat de la Presse

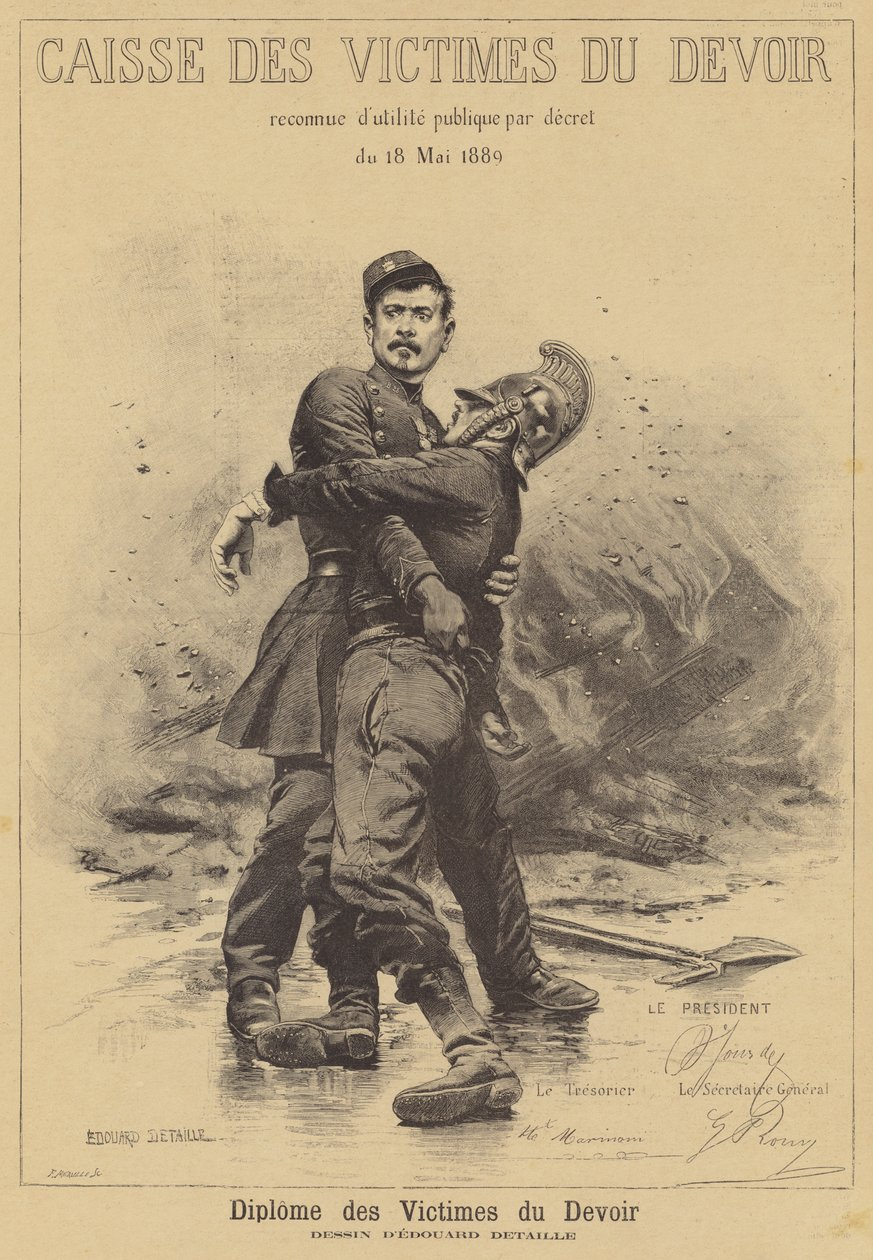
Lithographie d'Édouard Detaille réalisée en 1884, utilisée pour la publicité par affichage de la Caisse des victimes du devoir initiée par le syndicat de la presse parisienne.

Le 25 octobre 1885, après une longue pratique du journalisme révélant la fréquence importante des actes de dévouement, M. Philippe Jourde, président honoraire du syndicat de la presse parisienne, réunissait plusieurs directeurs de quotidiens, pour la création d'une oeuvre de bienfaisance, qu'il jugeait comme une « obligation sociale » : la « caisse des victimes du devoir ».
Il s'agissait de subvenir aux « secours immédiats des personnes qui, en accomplissant un acte de dévouement, étaient mises par des blessures ou par la maladie dans l'impossibilité temporaire ou définitive de gagner leur vie et de venir en aide aux familles, que la disparition subite de leur chef dans ces circonstances, laissait sans soutien. »
Le projet était également de représenter l’« opinion populaire » et l’éduquer aux valeurs et au nationalisme de la IIIe République ; elle fut reconnue d'utilité publique par un décret du 18 mai 1889, lui permettant de recevoir des dons et d'être citée comme légataire dans les testaments.
L'action s'effectuait d'abord sous la forme d'un don immédiat, puis d'une allocation annuelle pour chaque enfant jusqu'à l'âge de douze ans, et enfin d'une pension au proche restant jusqu'à ce que les enfants puisse subvenir à ses besoins.

### Les monuments dédiés aux victimes du devoir
La troisième République marque une normalisation du rituel funéraire et sacralise par la même le lien entre l'État, la société, les « honnêtes gens » et les « défenseurs de l'ordre ».
- Le caveau de la brigade des sapeurs pompiers de Paris au cimetière du Montparnasse (inauguré le 5 mai 1883)[56]
- La caveau des gardiens de la paix de la police municipale de Paris au cimetière du Montparnasse (inauguré le 9 juillet 1886)[57]
- Le caveau des victimes du devoir la ville de Courbevoie (inauguré le 23 juin 1895)[58]
- Le monument des victimes du devoir de la ville de Nemours (inauguré le 13 octobre 1896)[59]
- Le monument des travailleurs municipaux au cimetière du Père Lachaise (1899)
- Le monument de l'assistance publique au cimetière du Père Lachaise (1903)
- Le monument des victimes du devoir de la ville Nice (inauguré le 1er juin 1908)[60]
- Le monument des victimes du devoir de la ville de Montrouge (inauguré le 12 octobre 1912)[61]
- Le monument des victimes du devoir de la ville de Fontenay-sous-bois (inauguré le 23 juin 1913)[62]